# 치체스터구

치체스터구의 위치

치체스터구(영어: Chichester District)는 잉글랜드 웨스트서식스주에 위치한 비도시 자치구로 중심 도시는 치체스터이며 인구는 115,527명(2014년 기준), 면적은 786.32km2이다.